# Kumanovo
 Kumanovo (Macedonisch: Куманово; Albanees: Kumanovë), is een stad en gemeente in het noorden van Noord-Macedonië. Met 73.300 inwoners (census 2021) is het de tweede stad van Noord-Macedonië, niet ver van de grens met Kosovo en Servië. De stad ligt zo'n 20 km ten oosten van de hoofdstad Skopje in een gebied waar tabak geteeld wordt. Kumanovo is een belangrijke stad voor landbouw- en energieproductie in Noord-Macedonië.

## Geschiedenis
Tijdens de Eerste Balkanoorlog vond hier op 23 en 24 oktober 1912 een slag plaats waarbij de Serven de Turken versloegen1.

## Bevolking
Op 31 december 2021 had de stad Kumanovo 73.300 inwoners, terwijl de gemeente Kumanovo (de stad Kumanovo inclusief 48 dorpen) 98.104 inwoners had. De urbanisatiegraad van de gemeente Kumanovo komt hiermee uit op ongeveer 75%, wat hoger is dan het Macedonische gemiddelde van 59%. 
De gemeente heeft een gemengde etnische samenstelling - met een Macedonische bevolkingsmeerderheid van ongeveer 55%. De grootste minderheid vormen de Albanezen met 26% in 2021. Van de Albanezen woont ongeveer 67% in de stad Kumanovo, terwijl de rest in de dorpen Bedinje, Gorno Konjare, Lopate, Romanovce, Šopot, Tabanovce en Cerkezi leeft. Een andere betrekkelijk grote minderheid vormen de Serviërs, waarvan ongeveer 53% in de stad Kumanovo woont en de rest in de dorpen Bedinje, Gorno Konjare, Dolno Konjare, Karpoš, Ljubodrag, Novo Selo, Rečica, Tabanovce, Tromega, Umni Dol en Četirce.
| Etnische groep | Volkstelling 2002 | Volkstelling 2002 | Volkstelling 2021 | Volkstelling 2021 | Belangrijke plaatsen |
| Etnische groep | Aantal            | %                 | Aantal            | %                 | Belangrijke plaatsen |
| -------------- | ----------------- | ----------------- | ----------------- | ----------------- | --- |
| Macedoniërs    | 63.746            | -                 | 54.741            | 55,80             | verspreid over de gemeente |
| Albanezen      | 27.290            | -                 | 25.493            | 25,99             | Kumanovo, Bedinje, Gorno Konjare, Lopate, Romanovce, Šopot, Tabanovce en Cerkezi                                               |
| Serviërs       | 9.062             | -                 | 6.392             | 6,52              | Kumanovo, Bedinje, Gorno Konjare, Dolno Konjare, Karpoš, Ljubodrag, Novo Selo, Rečica, Tabanovce, Tromega, Umni Dol en Četirce |
| Roma           | 4.256             | -                 | 2.795             | 2,85              | Kumanovo en Bedinje |
| Turken         | 292               | -                 | 143               | 0,15              | Kumanovo |
| Vlachen        | 147               | -                 | 117               | 0,12              | Kumanovo en Dobrošane |
| Anders         | 691               | 0,62              | 807               | 0,82              | Kumanovo |
| Onbekend       | -                 | -                 | 7.616             | 7,76              | Kumanovo |
| Totaal         | 105.484           | 100,00            | 98.104            | 100,00            | |

De twee grootste religies in Kumanovo waren volgens de census van 2002 de Macedonisch-Orthodoxe Kerk (72.270 gelovigen - 68,51%) en de islam (31.759 gelovigen - 30,11%). In de census van 2021 werden 47.908 leden van de Orthodoxe Kerk geregistreerd (49%), gevolgd door 28.528 moslims (29%) en 13.737 'overige christenen' (14%).

## Foto's

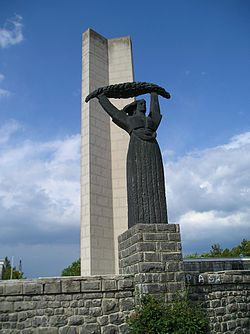
Oorlogsmonument
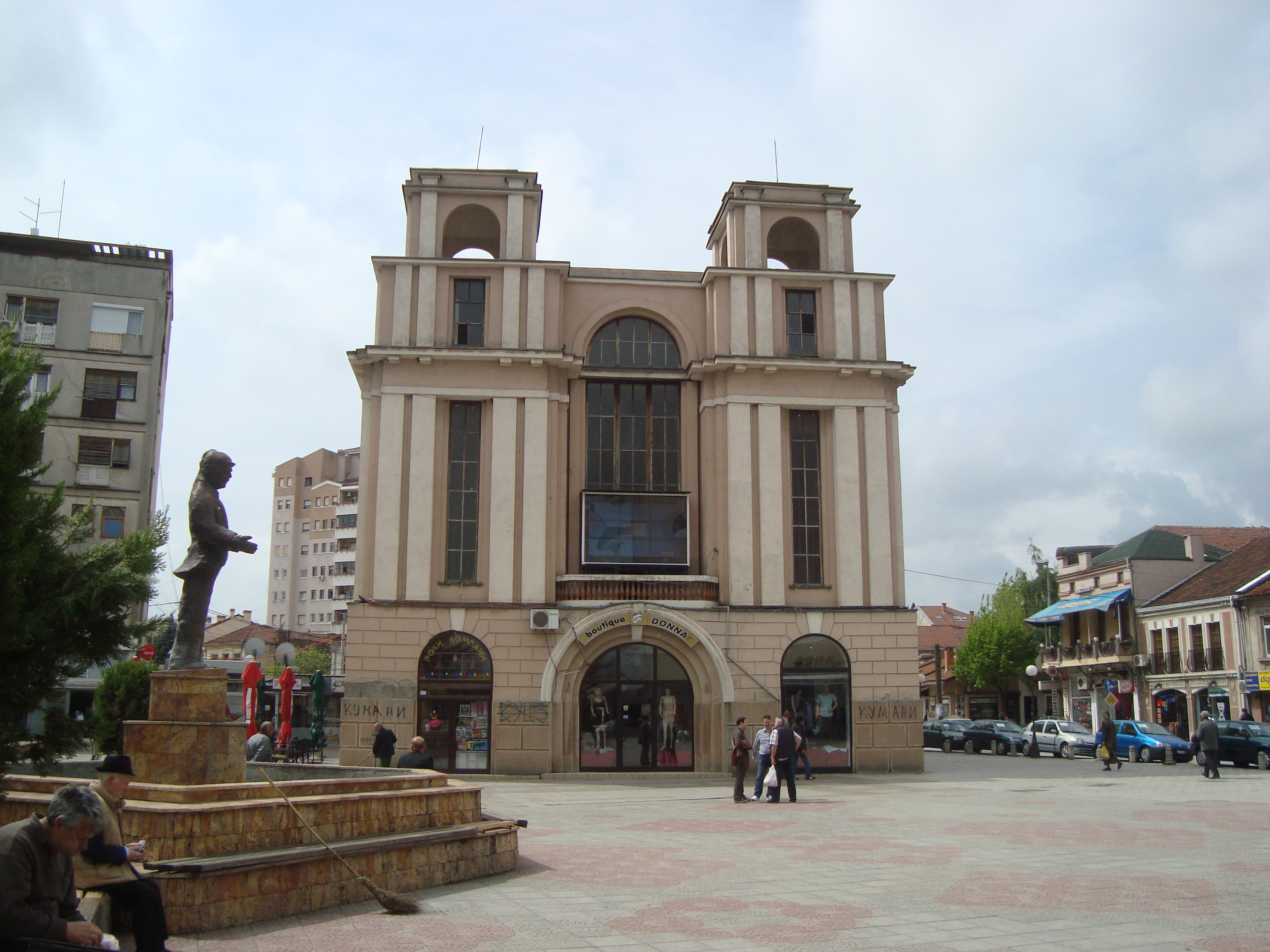
Plein

## Geboren
- Dimitar Kovačevski (1974), premier van Noord-Macedonië
- Stole Dimitrievski (1993), voetbaldoelman
- Naser Aliji (1993),  Zwitsers-Macedonisch-Albanees voetballer